# Arlie Schardt
Alfred "Arlie" E. Schardt (Milwaukee, 24 de abril de 1895 – Clearwater, 2 de março de 1980) foi um atleta e campeão olímpico norte-americano.
Em Antuérpia 1920, conquistou a medalha de ouro na prova dos 3000 metros por equipes, junto com Horace Brown e Ivan Dresser.